# Коновалов Сергій Борисович
Сергі́й Бори́сович Конова́лов (* 1 березня 1972, Полтава) — колишній український футболіст і тренер. На початку кар'єри нападник, згодом — атакуючий півзахисник низки українських та іноземних футбольних клубів. Гравець національної збірної України. Майстер спорту СРСР (1991), Майстер спорту України міжнародного класу (1999).

## Клубна кар'єра

### Ранні роки
Вихованець ДЮСШ Полтава та Дніпропетровського спортінтернату, перший тренер: А.Я. Вишневецький.

### Виступи в Україні
Розпочав грати за «Дніпро». Дебютував в радянській вищій лізі у 18 років, змінивши Жидкова в матчі проти московського «Спартака» 26 липня 1990 року (0:2). До розвалу СРСР встиг зіграти в чемпіонаті СРСР більше десятка матчів. У першому ж незалежному українському чемпіонаті «Дніпро» взяло бронзу, а в наступному сезоні до останнього боролася з «Динамо», лише за додатковими показниками поступившись гранду чемпіонство. Прогрес дніпрян не залишився непоміченим, а тривале безгрошів'я не дозволили дніпропетровському клубу знайти фінансові стимули для лідерів. І незабаром з «Дніпра» гравці почали масово переходити до «Динамо», перейшли Михайленко, Беженар, Максимов, Похлєбаєв та тренер Микола Павлов. Також до Києва перебрався і Коновалов.
Дніпровська п'ятірка та Микола Петрович допомогли «Динамо» взяти чергове золото, а влітку 1995 року кияни пробилися в груповий етап Ліги чемпіонів, який завершився «шубною справою» з відлученням від єврокубків.

### «Пхохан Стілерс»
У травні 1996 рок, до Києва приїхав відомий футбольний агент Володимир Абрамов і, погодивши питання  трансферу з керівництвом київського «Динамо», запропонував Сергію з'їздити на перегляд в Корею. Умови угоди на той період були дуже привабливими у фінансовому плані, як для нього, так і для клубу. Корейський клуб ПОСКО не пошкодував 600 тисяч доларів за оренду на 2 роки. Сам Коновалов отримав зарплату в 7 тисяч доларів на місяць, а також хороші преміальні.
Молодий головний тренер ПОСКО, легенда клубу Пак Сунь-Хва, покладав на «Конолу», як називали там українця, великі надії. В період перебування українця в Похані клубу вдалося стати найкращим в Азії, а сам Сергій видав прекрасний сезон 1997 року, завоювавши «бронзовий бутс» в суперечці найкращих бомбардирів ліги. Під керівництвом Пака вони взяли кубок країни, двічі входили в число медалістів чемпіонату, який проводиться за складною багатоступеневою системою, а потім заявили про себе і в Європі.
1997 року команда з Поха пройшла сильних суперників з Японії, Ірану і у фіналі Кубка азіатських чемпіонів перемогла земляків «Соннам Ільхва Чхонма» 2:1. А на наступний рік ПОСКО, яке змінило назву на «Пхохан Стілерс», успішно захистили титул, знову вигравши звання найкращої команди Азії. Гол Коновалова у ворота «Далян Ванда» допоміг корейцям випередити китайців та виграти свою групу (у Поха 8 забитих м'ячів, У Даляна один менше), а у фінальному матчі з цим же суперником «Сталеварам» вдається виграти серію пенальті.
На хвилі інтересу корейців до українських футболістів (в ту пору в лізі грали Савченко, Парахневич, Скаченко, Сидельников) Коновалову пропонували залишитися в К-Лізі, але він вирішив повернутися в Україну. Але повернутися назад просто так не вдалося: у Коновалова діяв орендний договір, і корейці не хотіли відпускати гравця. Незважаючи на два континентальних титулу, період перебування Коновалова в Азії був дещо затьмарений навколофутбольними факторами. Він багато лікувався через травми, а коли заграв та потрапив на очі Валерію Лобановському, який одразу ж захотів його повернути. Мало не виник скандал навколо його трансферних документів (корейці навіть погрожували подавати до суду, як у випадку зі Скаченко). Як писав відомий агент Совінтерспорта Абрамов, ситуацію вдалося розрулити лише за допомогою корейської федерації і Сергій таки повернувся до Києва.

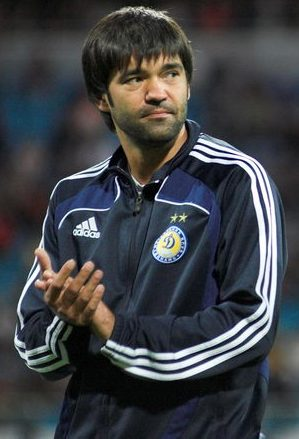
Сергій Коновалов у 2009 році

### Повернення в «Динамо»
У Києві 26-річний Коновалов став необхідним посиленням найближчого резерву. Незважаючи на те, що місця в основі він так і не завоював і по півсезону проводив у другій команді, для Лобановського він був важливим гравцем, адже в будь-який момент міг підмінити когось із лідерів групи атаки. За два сезони, протягом яких кияни незмінно виходили з групи Ліги чемпіонів, Сергій награв 9 єврокубкових матчів. Повернувся після 3-річної відсутності в збірну, якій допоміг в міру можливостей у відборі до Євро-2000. А міг би зробити ще більше, але напередодні вильоту до Андорри на матч збірної знову травмувався, через що пропустив багато часу в зоряному для Динамо сезоні 1998/99.

### Виступи в орендах
2001 року відбулося повернення Коновалова у Дніпро на правах оренди, проте через травми 29-річний гравець зіграв всього 4 матчі в чемпіонаті, в якому дніпропетровці під керівництвом Федоренка після завоювали «бронзу».
Не отримавши шансів на основу, Сергій відправився до Єрусалиму, де разом із земляком Михайленком провів повний сезон у «Бейтарі», допомігши команді врятуватися від вильоту, фінішувавши на 10-му місці.

### «Арсенал»
Влітку 2002 року Віталій Грозному запросив Сергія в київський «Арсенал», який викупив контракт гравця у Динамо. Початок сезону 2002/03 був дуже вдалим длч «канонірів». Команда розпочала сезон з нульової нічиєї з чемпіоном країни «Шахтарем», а потім виграла 8 матчів поспіль, в яких Коновалов відзначився сімома голами. Капітан та лідер вів гру своєї команди, а сам забивав голи на будь-який смак, правда, провести сезон на одному диханні Сергію не допомогли всі ті ж травми. На початку 2003-го він провів свій останній матч за збірну проти Туреччини, потім осів у запасі «Арсеналу».
Для повернення форми Сергія було віддано в оренду до новачка вищої ліги «Борисфен», а після повернення з бориспільської оренди виступав за китайський клуб «Циндао Бейлейт». Команда, де грав ще один киянин Головко, фінішувала на низькому 11-м місці, і Коновалов повернувся додому, провівши ще два сезони в Арсеналі.

### Завершення кар'єри
Після закінчення контракту з киянами 34-річний ветеран ще спробував себе в бакинському «Інтері», де і завершив 2006 року професійну кар'єру. Але розлучатися з футболом Коновалов не став, після багато грав за ветеранів, а в гореницькому «Ірпені» став капітаном та допоміг команді з Київщини завоювати аматорський Кубок України 2008 року.

## Виступи за збірну
Викликався до молодіжної збірної СРСР, у складі якої відіграв усі п'ять матчів фінальної частини молодіжного чемпіонату світу 1991 року, відзначившись забитим голом на груповому етапі та виборовши разом з командою бронзові медалі змагання.
У складі національної збірної України дебютував 27 квітня 1993 року у товариській зустрічі проти збірної Ізраїлю (нічия 1:1), у якій відзначився забитим голом. Усього протягом 1993–2003 років за головну команду України зіграв 22 матчі, забив 3 голи.
| #  | Дата              | Місце           | Противник | Рахунок | Результат | Змагання          |
| -- | ----------------- | --------------- | --------- | ------- | --------- | ----------------- |
| 1. | 27 квітня 1993    | Одеса, Україна  | Ізраїль   | 1-1     | нічия     | товариська        |
| 2. | 13 листопада 1994 | Київ, Україна   | Естонія   | 3-0     | перемога  | відбір до ЧЄ 1996 |
| 3. | 20 березня 1999   | Тбілісі, Грузія | Грузія    | 0-1     | перемога  | товариська        |

Гол Сергія Коновалова, забитий на 30-й хвилині матчу кваліфікаційного раунду Чемпіонату Європи 1996 проти збірної Естонії 13 листопада 1994 року, став першим голом національної збірної України в офіційних матчах.

## Тренерська кар'єра
Наприкінці липня 2011 року погодився на пропозицію головного тренера ФК «Севастополь» Олександра Рябоконя стати його асистентом. В подальшому працював у штабі «моряків» і з наступними тренерами Олегом Кононовим та Геннадієм Орбу, а після звільнення останнього, 27 листопада 2013 року, Коновалов став виконувачем обов'язків головного тренера. Першим матчем на посаді виконувача обов'язків стала домашня гра проти рідного «Динамо», яка завершилася поразкою «моряків» 1:2.
З 2015 - 2016 роки: помічник головного тренера "Нафтовик" Охтирка.
2017 рік: помічник головного тренера фк "Полтава" Полтава.
2018 - 2019 роки: фк "Полісся" Житомир.

## Досягнення
- Володар Кубка азіатських чемпіонів (2) : 1997, 1998
- Чемпіон України (5) : 1995, 1996, 1999, 2000, 2001
- Володар Кубка України: 1996
- Срібний призер чемпіонату України: 1992/93
- Срібний призер чемпіонату Кореї: 1996/97
- Бронзовий призер чемпіонату України: 1992, 1994/95
- Бронзовий призер чемпіонату Кореї: 1997/98
- Бронзовий призер юніорського чемпіонату Світу: 1991
- Півфіналіст Ліги чемпіонів УЄФА: 1999
- Володар «Бронзової бутси» чемпіонату Кореї: 1997

## Цікаві факти
- Під час проведення фінальної частини європейського чемпіонату, залучався експертом на портал інформаційного агентства «Спорт України» для коментарів щодо проведених матчів за участю збірної України.[5]
- Через те, що прізвище футболіста не поміщалось в чотири ієрогліфи, футболіста за часів виступів в Кореї називали «Конол»[6].
- Одружений. Двоє дітей : Микита Коновалов, Соня Коновалова. Дружина - Маріна Олексіївна.